# أستانة أشرفية
أستانة أشرفية (بالفارسية:  آستانه اشرفيه) هي مدينة في مقاطعة أستانة أشرفية، إيران. عدد سكان هذه المدينة هو 36,298 في سنة 2006. وتعد من المناطق الرئيسيّة لإنتاج فستق العبيد والنباتات العطرية الطبّية. وفيها قبر السيِّد جلال الدين أشرف شقيق الإمام الرضا (عليه الرضوان والسلام) من نسل سيدنا أمير المؤمنين علي بن أبي طالب (عليه الرضوان والسلام). وفيها أيضاً مقبرة الاُستاذ معين صاحب المعجم المعروف باسمه.